# Poecilostachys bakeri
Poecilostachys bakeri là một loài thực vật có hoa trong họ Hòa thảo. Loài này được (Schinz) C.E.Hubb. miêu tả khoa học đầu tiên năm 1935.